# Jakob Steinberger
Jakob Steinberger (ur. 18 sierpnia 2005) – austriacki skoczek narciarski, reprezentant klubu SC Mayrhofen. Medalista zimowego olimpijskiego festiwalu młodzieży Europy (2023).
Jego brat bliźniak Simon, również jest skoczkiem narciarskim.
Początkowo uprawiał kombinację norweską. W lipcu 2017 zdobył złoty medal indywidualnie oraz srebrny w drużynie na nieoficjalnych mistrzostwach świata dzieci w Ruhpolding. W marcu 2022 zadebiutował w Alpen Cupie, kończąc zawody w Eisenerz na 17. i 32. pozycji. W styczniu 2023 wystartował na zimowym olimpijskim festiwalu młodzieży Europy, na którym zajął 10. lokatę indywidualnie, 4. w mikście oraz zdobył złoty medal w rywalizacji drużynowej mężczyzn. W lutym 2023 w Villach zadebiutował w FIS Cupie, zajmując 16. oraz 10. miejsce.

## Zimowy olimpijski festiwal młodzieży Europy

### Indywidualnie
| 2023 Friuli-Wenecja Julijska/ Planica | – | 10. miejsce |

### Drużynowo
| 2023 Friuli-Wenecja Julijska/ Planica | – | złoty medal, 4. miejsce (drużyna mieszana) |

### Starty J. Steinbergera na zimowym olimpijskim festiwalu młodzieży Europy – szczegółowo
| Miejsce | Dzień       | Rok  | Miejscowość | Skocznia           | Punkt K | HS     | Konkurs      | Skok 1 | Skok 2 | Nota                  | Strata    | Zwycięzca        |
| ------- | ----------- | ---- | ----------- | ------------------ | ------- | ------ | ------------ | ------ | ------ | --------------------- | --------- | ---------------- |
| 10.     | 23 stycznia | 2023 | Planica     | Srednja skakalnica | K-95    | HS-102 | indywid.     | 93,0 m | 90,0 m | 219,8 pkt             | 49,0 pkt  | Stephan Embacher |
| 1.      | 25 stycznia | 2023 | Planica     | Srednja skakalnica | K-95    | HS-102 | druż.        | 94,0 m | 95,5 m | 976,5 pkt (239,6 pkt) | –         | –                |
| 4.      | 27 stycznia | 2023 | Planica     | Srednja skakalnica | K-95    | HS-102 | druż. miesz. | 88,5 m | 97,0 m | 809,2 pkt (249,4 pkt) | 109,4 pkt | Słowenia         |

## FIS Cup

### Miejsca w klasyfikacji generalnej
| Sezon     | Miejsce |
| --------- | ------- |
| 2022/2023 | 74.     |
| 2024/2025 | 55.     |

### Miejsca w poszczególnych konkursachFIS Cupu
stan po zakończeniu sezonu 2024/2025
| Źródło                                                                        | Źródło             | Źródło         | Źródło         | Źródło           | Źródło           | Źródło      | Źródło      | Źródło       | Źródło       | Źródło           | Źródło           | Źródło        | Źródło        | Źródło       | Źródło           | Źródło        | Źródło        | Źródło         | Źródło         | Źródło        | Źródło        | Źródło         | Źródło         | Źródło        | Źródło        | Źródło         | Źródło         | Źródło | Źródło | Źródło | Źródło | Źródło | Źródło | Źródło | Źródło | Źródło | Źródło | Źródło | Źródło |
| ----------------------------------------------------------------------------- | ------------------ | -------------- | -------------- | ---------------- | ---------------- | ----------- | ----------- | ------------ | ------------ | ---------------- | ---------------- | ------------- | ------------- | ------------ | ---------------- | ------------- | ------------- | -------------- | -------------- | ------------- | ------------- | -------------- | -------------- | ------------- | ------------- | -------------- | -------------- | ------ | ------ | ------ | ------ | ------ | ------ | ------ | ------ | ------ | ------ | ------ | ------ |
| Sezon 2022/2023                                                               |                    |                |                |                  |                  |             |             |              |              |                  |                  |               |               |              |                  |               |               |                |                |               |               |                |                |               |               |                |                |        |        |        |        |        |        |        |        |        |        |        |        |
| Frenštát HS106                                                                | Frenštát HS106     | Szczyrk HS104  | Szczyrk HS104  | Einsiedeln HS117 | Einsiedeln HS117 | Kranj HS109 | Kranj HS109 | Villach HS98 | Villach HS98 | Notodden HS98    | Notodden HS98    | Szczyrk HS104 | Szczyrk HS104 | Villach HS98 | Villach HS98     | Oberhof HS100 | Oberhof HS100 | Zakopane HS140 | Zakopane HS140 | punkty        | punkty        | punkty         | punkty         | punkty        | punkty        | punkty         | punkty         | punkty | punkty | punkty | punkty | punkty | punkty | punkty | punkty | punkty | punkty | punkty |        |
| -                                                                             | -                  | -              | -              | -                | -                | -           | -           | -            | -            | -                | -                | -             | -             | 16           | 10               | -             | -             | -              | -              | 41            | 41            | 41             | 41             | 41            | 41            | 41             | 41             | 41     | 41     | 41     | 41     | 41     | 41     | 41     | 41     | 41     | 41     | 41     |        |
| Sezon 2024/2025                                                               |                    |                |                |                  |                  |             |             |              |              |                  |                  |               |               |              |                  |               |               |                |                |               |               |                |                |               |               |                |                |        |        |        |        |        |        |        |        |        |        |        |        |
| Hinterzarten HS109                                                            | Hinterzarten HS109 | Frenštát HS106 | Frenštát HS106 | Szczyrk HS104    | Szczyrk HS104    | Kranj HS109 | Kranj HS109 | Villach HS98 | Villach HS98 | Einsiedeln HS117 | Einsiedeln HS117 | Otepää HS97   | Otepää HS97   | Otepää HS97  | Kandersteg HS106 | Notodden HS98 | Notodden HS98 | Falun HS100    | Falun HS100    | Szczyrk HS104 | Szczyrk HS104 | Eisenerz HS109 | Eisenerz HS109 | Oberhof HS100 | Oberhof HS100 | Zakopane HS140 | Zakopane HS140 | punkty |        |        |        |        |        |        |        |        |        |        |        |
| -                                                                             | -                  | -              | -              | -                | -                | -           | -           | 8            | 9            | -                | -                | -             | -             | -            | -                | -             | -             | -              | -              | -             | -             | 19             | 14             | -             | -             | -              | -              | 91     |        |        |        |        |        |        |        |        |        |        |        |
| Legenda                                                                       |                    |                |                |                  |                  |             |             |              |              |                  |                  |               |               |              |                  |               |               |                |                |               |               |                |                |               |               |                |                |        |        |        |        |        |        |        |        |        |        |        |        |
| 1 2 3 4-10 11-30 poniżej 30 dq – dyskwalifikacja - − zawodnik nie wystartował |                    |                |                |                  |                  |             |             |              |              |                  |                  |               |               |              |                  |               |               |                |                |               |               |                |                |               |               |                |                |        |        |        |        |        |        |        |        |        |        |        |        |